# Michael Vick
Pour les articles homonymes, voir Vick (homonymie).
(en) Statistiques sur pro-football-reference
Michael Dwayne Vick, né le 26 juin 1980 à Newport News en Virginie, est un Américain, sportif professionnel de football américain ayant joué au poste de quarterback pendant treize saisons dans la NFL.
Il avait auparavant joué au niveau universitaire pendant trois saisons dans la Division 1 FBS de NCAA pour les Hokies de l'institut polytechnique et université d'État de Virginie (Virginia Tech). 

## Biographie

### Sa jeunesse
Vick est né à Newport News en Virginie. Il est le deuxième enfant de Brenda Vick et de Michael Boddie, deux teenagers célibataires. Sa mère avait deux emplois, bénéficiait d'une aide financière publique ainsi que de l'aide de ses parents. Son père travaillait de longues heures sur les chantiers navals comme sableur et peintre. Ils se marièrent lorsque Michael eu l'âge de cinq ans. Or les enfants décidèrent de garder le nom de leur mère. La famille vivait dans un logement public de Ridley Circle Homes, situé dans un quartier de l'East End du port de la ville, très défavorisé et à forte criminalité.
Les habitants interviewés en 2007 par le journal Richmond Times-Dispatch ont déclaré que rien n'a vraiment changé, une dizaine d'années après que Vick a quitté le quartier. Un résident déclara qu'il y avait du trafic de droque, des fusillades, des meurtres dans le voisinage et que le sport était une façon de quitter tout ça et restait le rêve de beaucoup d'entre eux. Dans une interview en 2001, Vick déclare au Newport News Daily Press qu' à l'âge de 10 ou 11 ans, il partait pêcher même si le poisson ne mordait pas juste pour échapper à la violence et au stress qu'induisait la vie dans ce quartier (« '"I would go fishing even if the fish weren't biting, just to get away from the violence and stress of daily life in the projects" »).

### Les débuts sportifs
L'emploi de son père Boddie exigeait qu'il voyage beaucoup mais il a pu enseigner à ses deux fils à un âge précoce les préceptes du football américain. Michael avait seulement trois ans quand son père, surnommé Bullet (balle) pour sa vitesse lorsqu'il jouait au football américain, a commencé à lui enseigner les fondamentaux du jeu Michael l'a par la suite enseigné à son frère cadet Marcus Vick. Ayant grandi rapidement, Vick est surnommé Ookie. Son cousin issu de germain,, plus âgé de quatre ans, Aaron Lafette Brooks, lui a également beaucoup appris sur le football américain. Ils passaient beaucoup de temps au local Boys and Girls Clubs of America,. Vick a déclaré au magazine Sporting News le 9 avril 2001 que le sport l'avait sorti de la rue, qu'il l'avait empêché d'entrer dans ce qu'il s'y passait, les mauvaises choses et que beaucoup de gars qu'il connaissait avaient eu de gros problèmes (« "Sports kept me off the streets. It kept me from getting into what was going on, the bad stuff. Lots of guys I knew have had bad problems." »).

### L'école secondaire
Vick va se révéler au sein de l'école secondaire de Homer L. Ferguson à Newport News. En tant que freshman, il impressionne beaucoup par ses capacités athlétiques., gagnant plus de 400 yards à la passe lors d'un match. L'école secondaire Ferguson doit fermer en 1996 dans le cadre d'un programme de modernisation des écoles de la région. Vick, en tant que sophomore, et l'entraîneur Tommy Reamon (en), déménagent tous deux vers l'école secondaire de Warwick toujours à Newport News en Virginie.
Il sera désigné quarterback titulaire au sein de son équipe de football américain des Raiders de Warwick. Sous les ordres de son entraîneur Reamon, il totalise 4 846 yards à la passe et 43 touchdowns, mais également 1 048 yards à la course menant à 18 touchdowns supplémentaires. Comme senior, il gagne 1 668 yards à la passe pour 10 touchdowns ainsi que de nombreux autres à la course. Pendant un match, il en inscrit six à la course et 3 à la passe.
Reamon, qui avait facilité l'intégration de Brooks à l'université de Virginie, aide également Michael pour qu'il passe ses examens d'entrée (SAT ou Scholastic Aptitude Test) et le conseille ainsi que sa famille à choisir entre les universités de Syracuse et de Virginia Tech. Reamon pense que celle de Virginia Tech est meilleure pour Vick, d'une part parce qu'elle est située assez proche de sa famille et de ses amis mais également parce qu'il y sera sous les ordres de l'entraîneur Frank Beamer (en), celui-ci promettant de le protéger lors de sa première année redshirt et de lui donner le temps de se développer lors de sa saison freshman. Vick choisit de se ranger à cet avis et, bourse universitaire en main, intègre en 1998 l'université de Virginia Tech. Cette accession est ressentie au sein de sa communauté comme une success story.

### Carrière universitaire
Lors de son premier match contre les Dukes de James Madison en NCAA Division I FBS avec les Hokies de Virginia Tech, Vick ,quarterback sous statut redshirt freshman, inscrit trois touchdowns à la course en un seul quart-temps de jeu. Il fait un salto spectaculaire pour marquer son dernier touchdown, mais atterri maladroitement sur sa cheville. Blessé, il ne sait plus continuer le match et rate également le reste de la saison. Il jouera néanmoins lors du dernier drive gagnant du traditionnel Black Diamond Trophy (en) contre les Mountaineers de la Virginie-Occidentale.
La saison 2000 sera exceptionnelle puisque les Hockies seront invaincus en saison régulière avec onze victoires sans défaites. L'équipe est invitée à disputer la finale nationale (le BCS National Championship Game) qui se déroule à l'occasion du Sugar Bowl 2000. Ils sont battus 46 à 29 par les Seminoles de Florida State. Au cours de ce match, Vick remonte un déficit de 21 points pour mener temporairement le bowl. En cours de saison, Vick fait la couverture du périodique ESPN The Magazine.
Avec une évaluation de quarterback de 180,4 (troisième meilleur évaluation de tous les temps), Vick mène les statistiques NCAA pour la saison 1999, un record pour un quarterback freshman. Il remporte l'ESPY Award (décerné au meilleur joueur universitaire du pays) et le tout premier Archie Griffin Award (MVP universitaire de la saison). Il est sélectionné pour le trophée Heisman 1999 qu'il termine à la 3e place derrière Ron Dayne (en) et Joe Hamilton (en). Après la victoire du running back Herschel Walker en 1980, c'est le second meilleur résultat d'un joueur freshman au trophée Heisman.

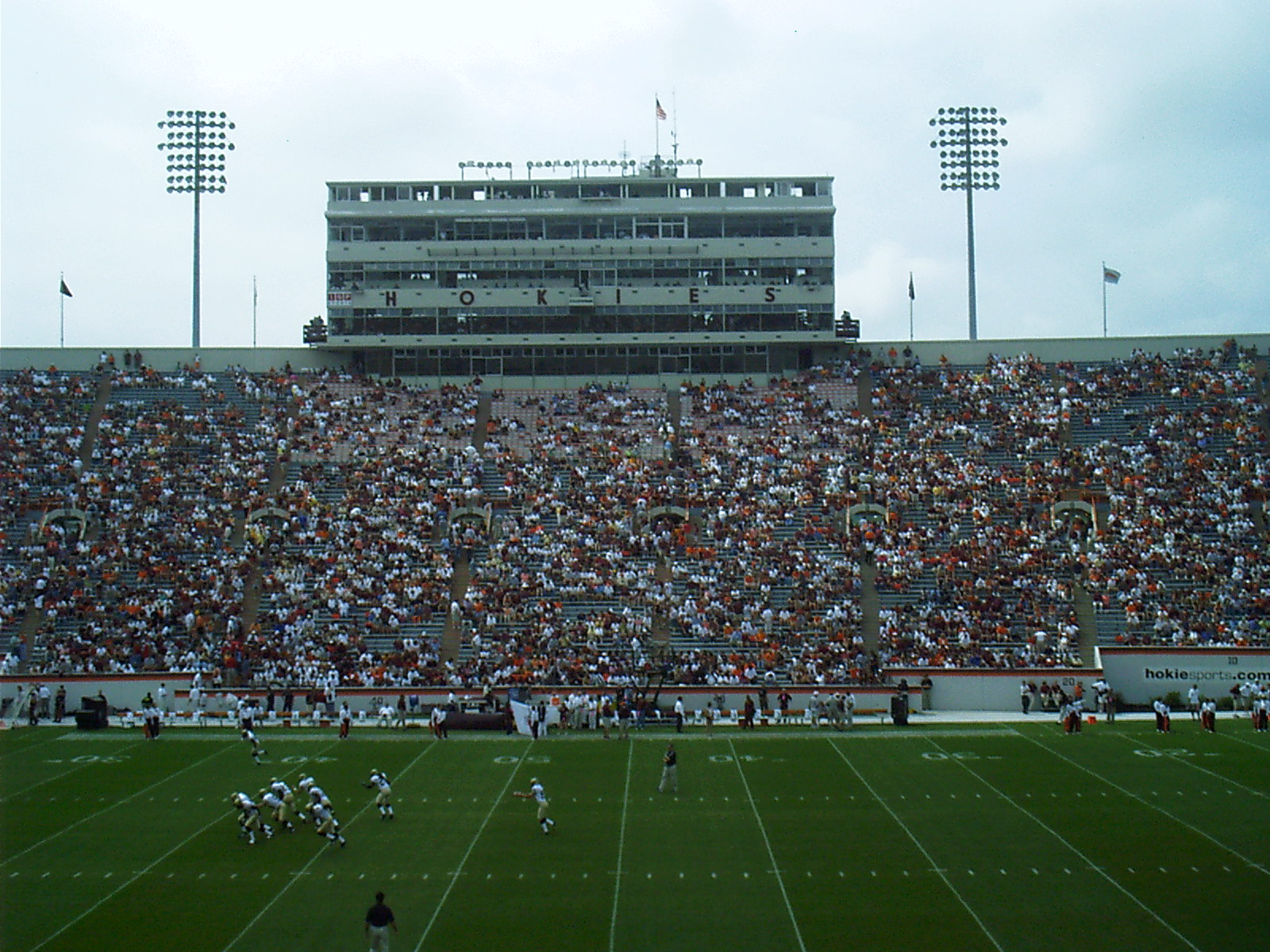
Le Lane Stadium, stade des Hockies de Virginia Tech.

Un des points culminants de la saison 2000 de Vick sont les 210 yards gagnés à la course lors du match joué contre les Eagles de Boston College à Chestnut Hill dans le Massachusetts. Contre les Mountaineers de la Virginie-Occidentale lors du Black Diamond Trophy (en) (victoire 48 à 20), Vick compile un gain global de 288 yards et inscrit 2 touchdowns. La semaine suivante, il remonte un déficit de 14 points pour finalement battre les Orange de Syracuse au Carrier Dome où les Hockies n'avaient plus gagné depuis la saison 1986. Vick mit fin au suspense avec une course de 55 yards à 01:34 minute de la fin.
Le match suivant contre les Panthers de Pittsburgh, Vick se blesse et doit quitter le terrain. Il rate ensuite les matchs contre les Knights de l'UCF et les Hurricanes de Miami (seule défaite de la saison). Le dernier match joué par Vick pour Virginia Tech sera contre les Tigers de Clemson lors du Toyota Gator Bowl 2000. Il gagne le match et en est désigné le MVP.
Vick quitte Virginia Tech après sa saison sophomore. Conscient que le reste de sa famille vivait toujours dans un appartement trois pièces, Vick achète à sa mère une maison et une voiture. ESPN rapporte plus tard que Vick aurait inséré dans son contrat NFL une clause impliquant l'achat d'une nouvelle maison pour sa mère dans les beaux quartiers de Suffolk en Virginie.
Son numéro de maillot a été retiré par l'institut polytechnique et université d'État de Virginie en hommage à ses prestations.

### Carrière professionnelle

#### Falcons d'Atlanta (2001 - 2006)

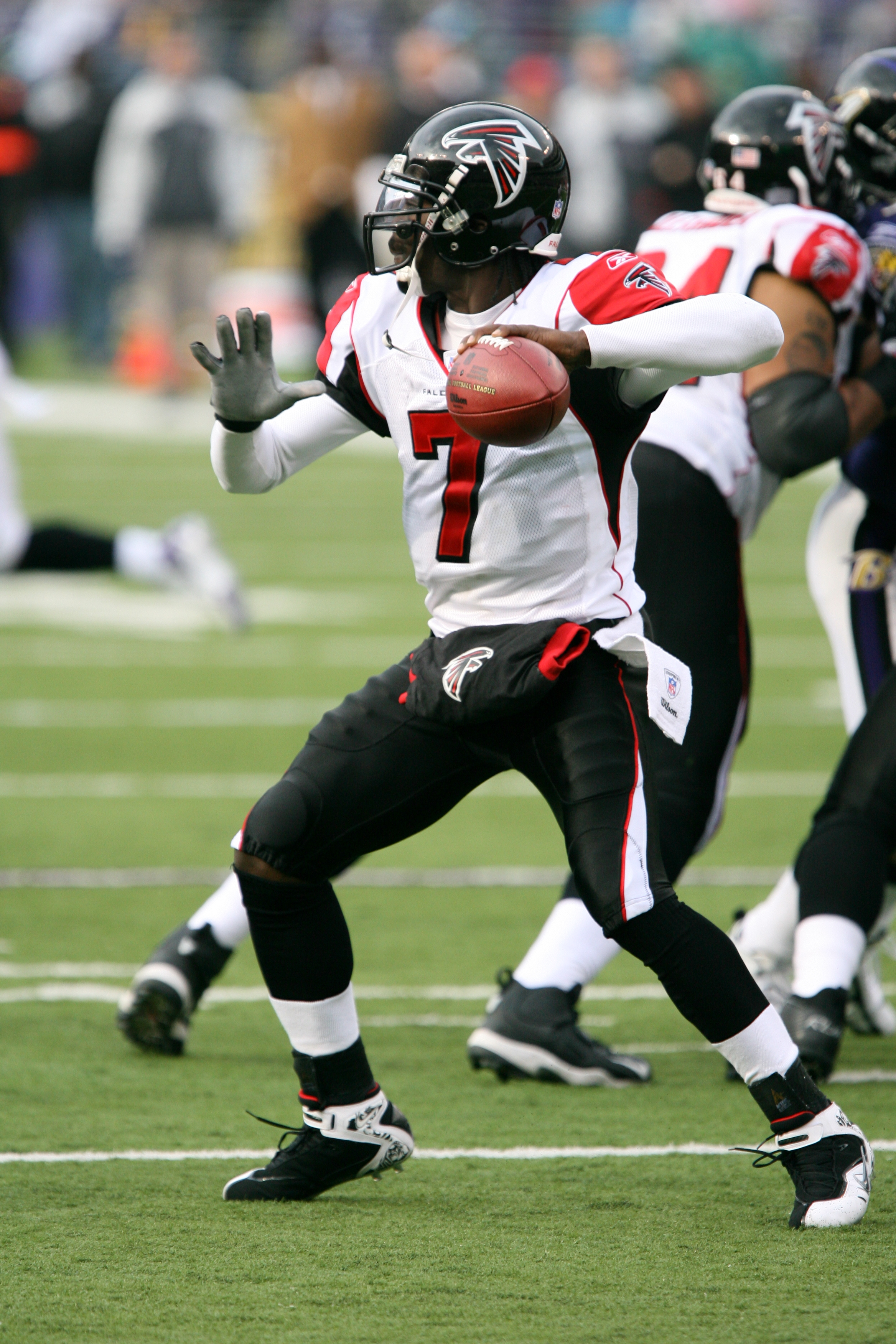
Michael Vick en 2006.

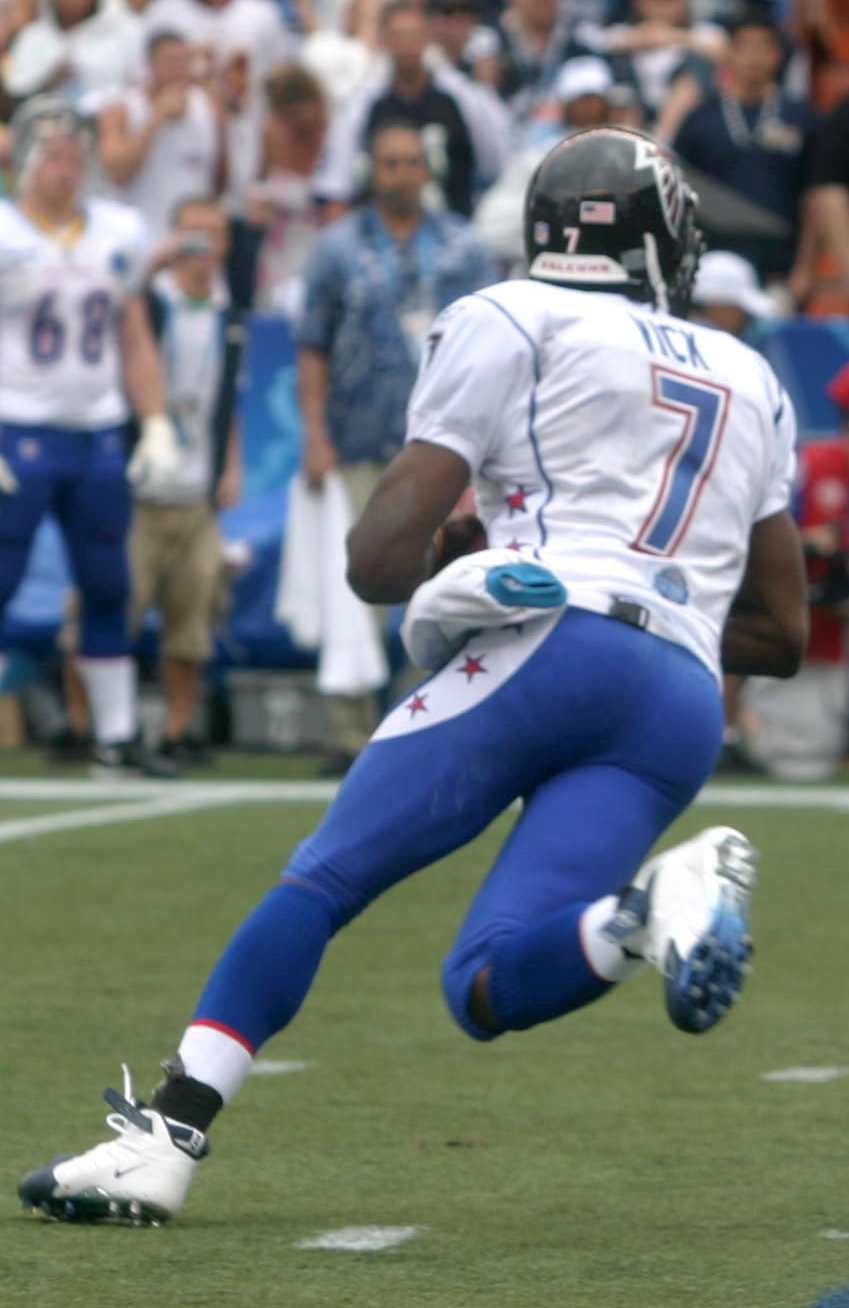
Michael Vick au Pro Bowl 2006.

Vick est sélectionné en 1er choix global lors de la draft 2001 de la NFL par la franchise des Falcons d'Atlanta. Il est à l'époque le joueur le mieux payé de la NFL après Peyton Manning, quarterback des Colts d'Indianapolis. Vick est un quarterback au profil particulier car, plus mobile, il tente beaucoup plus de courses qu'un quarterback habituel ce qui lui permet un jeu plus polyvalent et accroit la difficulté pour la défense adverse.
De 2002 à 2006, il dépasse régulièrement les 2 300 yards à la passe par saison, exception faite de la saison 2003 durant laquelle il se blesse.
Lors de la saison saison 2005, il gagne 2 412 yards à la passe inscrivant 15 touchdowns malgré 13 interceptions.
En 2006, il devient le premier quarterback de l'histoire de la NFL, à dépasser 1 000 yards en saison régulière à la course (1 039 yards en 123 courses soit une moyenne de 8,4 yards par course).

#### Ennuis judiciaires
Michael Vick est impliqué dans une affaire de combats de chiens où il avoue avoir tué par noyade ou par pendaison les chiens peu efficaces au combat. Il encourait alors jusqu'à cinq ans de prison.
En décembre 2007, il est condamné à 23 mois de prison fermes,. Cette affaire a soulevé une réelle polémique très médiatisée aux États-Unis. Nike, géant de l'équipement sportif, rompt le contrat qui le liait au joueur avant de le resigner en juillet 2011. La NFL le suspend indéfiniment avant de le réintégrer plusieurs années plus tard.

#### Eagles de Philadelphie (2009-2013)
Michael Vick est libéré de prison le 20 mai 2009 avec une assignation à résidence. Les Falcons, avec qui Vick était toujours sous contrat au moment de son arrestation, indiquent qu'ils ne comptent pas le reprendre au sein de leur équipe et le libèrent de son contrat en juin. Malgré son souhait de rejouer en NFL, l'avenir de Michael Vick restait incertain dans la mesure où il constituait un risque en dehors des terrains, en plus de présenter une image publique dégradée. Également ruiné, ses dettes se comptant en millions de dollars, Vick est également soumis à loi sur les faillites et son chapitre 11.
Le 14 août 2009, il signe un contrat d'un an avec les Eagles de Philadelphie pour un montant de 5 millions de dollars.
Le 6 décembre 2009, lors du match l'opposant à son ancien club d'Atlanta, Mickael Vick, désigné premier remplaçant au poste de quarterback des Eagles, rentre en jeu et inscrit un touchdown à la suite d'une course de 5 yards ainsi qu'un autre à la suite d'une passe de 5 yards à destination vers Brent Celek.
Le 9 janvier 2010, lors du match de wild card contre les Cowboys de Dallas, Vick réussit la plus longue passe de sa carrière. Le bilan de son retour en NFL avec les Eagles est correct, assurant son rôle de remplaçant et entrant sur quelques phases de jeu spécifique comme en formation Wildcat.
Après le départ de Donovan McNabb aux Redskins de Washington, Vick reste deuxième quarterback derrière Kevin Kolb. Le 21 septembre 2010, il devient titulaire après la blessure de ce dernier. Contre les Jaguars de Jacksonville, lors de son deuxième match en tant que titulaire, Vick conduit les Eagles à la victoire 28 à 3, gagnant 291 yards et inscrivant trois touchdowns à la passe. Il est désigné meilleur joueur offensif de la NFC du mois de septembre. Vick se blesse aux côtes lors du match de la 4e semaine face aux Redskins et est remplacé par Kolb. Le 15 novembre 2010, il effectue son meilleur match en carrière, à nouveau face aux Redskins, avec un gain de 333 yards et 4 touchdowns à la passe ainsi que 80 yards et 2 touchdowns à la course. Il devient le premier quarterback de l'histoire à gagner plus de 300 yards et à inscrire 4 touchdowns à la passe tout en gagnant plus de 50 yards et en inscrivant 2 touchdowns à la course. Les Eagles perdent cependant leurs deux derniers matchs de saison et doivent passer par un tour de wild card en série éliminatoire lequel est joué contre les Packers de Green Bay. Philadelphie perd le match 16 à 21 même si Vick, sans une malheureuse interception, aurait pu leur offrir la victoire en toute fin de match.
Au terme de la saison NFL 2010, Vick est sélectionné au Pro Bowl. La franchise des Eagles de Philadelphie pose également le Modèle:Langf sur Vick, ce qui leur permet de le conserver la saison suivante.
En 2013, il perd sa place de titulaire après les premiers matchs et est remplacé par Nick Foles. Son contrat n'est pas renouvelé en fin de la saison et il est libéré par l'équipe.

#### Jets de New York (2013-2014)
Le 21 mars 2014, Vick signe avec les Jets de New York un contrat d'un an pour cinq millions de dollars. Le même jour, les Jets libèrent Mark Sanchez lequel est engagé une semaine plus tard par les Eagles.
Vick choisi de porter le no 8 en honneur à Steve Young mais quelques jours plus tard, il décide de changer pour le no 1, le no 7 étant déjà pris par Geno Smith. Vick devient le premier quarterback de la franchise à porter ce numéro. En 5e semaine contre les Chargers de San Diego (défaite 31 à 0), Vick remplace Geno Smith après la mi-temps, terminant le match avec 47 yards gagnés à la passe. Après sept défaites consécutives, l'entraîneur principal, Rex Ryan, décide que Vick sera le quarterback titulaire en lieu et place de Smith pour le match de la 9e semaine contre les Chiefs de Kansas City. En 10e semaine, lors de la victoire 20 à 13 sur les Steelers de Pittsburgh, Vick devient le premier quarterback à atteindre les 6 000 yards gagnés à la course.

#### Steelers de Pittsburgh (2015)
Le 25 août 2015, il signe un contrat de un an pour un montant de 970 000 $ avec les Steelers de Pittsburgh,. Il se voit attribuer le no 2, le no 7 étant déjà porté par Ben Roethlisberger, et le no 1 étant retiré (de façon non officielle) en hommage à Gary Anderson.
La signature de ce contrat crée un émoi auprès de certains fans des Steelers, ceux-ci déclarant ne plus jamais supporter la franchise. Les autres prétendront que ces supporters ne sont que des girouettes estimant que d'autres joueurs de la franchise avaient également un passé douteux, citant les joueurs les plus en vue, Ben Roethlisberger et James Harrison.
La ligue de protection des animaux de la Pennsylvanie de l'Ouest émet un avis tranché sur Twitter en déclarant qu'ils seraient dorénavant fiers de supporter les Penguins de Pittsburgh, déplaçant ensuite une levée de fonds qui devait avoir lieu initialement au Heinz Field vers le Consol Energy Centre. Le président des Steelers, Art Rooney II, défendit l'embauche de Vick sur KDKA-TV en déclarant que Vick avait fait ses preuves depuis sa sortie de prison. Les Steelers avaient déjà failli signer Vick en 2009 (Vick et l'entraîneur principal Mike Tomlin tous deux originaires de la Virginie se connaissaient très bien) mais ils avaient alors estimé qu'à cette époque Vick ne s'était pas encore suffisamment amendé depuis sa sortie de prison.
En troisième semaine contre les Rams, Vick doit remplacer Ben Roethlisberger blessé au genou pour 4 à 6 semaines. Vick se débrouille pas mal, réussissant 40 passes sur 66 tentées et inscrivant 2 touchdowns pour 1 seule interception. Il gagne également 104 yards en 15 courses. Vick se blesse malheureusement aux ischio-jambiers lors de la victoire contre les Cardinals de l'Arizona et est remplacé par Landry Jones. Il manque 6 matchs à la suite de cette blessure et entretemps Roethlisberger reprend sa place sur le terrain. Malgré les continuelles blessures de Roethlisberger et bien que la franchise ne signe aucun autre quarterback, Vick reste inactif le reste de la saison ce qui conduit certains commentateurs sportifs à penser que sa carrière est terminée,.

#### Retraite et reconversion
En 2016, Vick déclare qu'il désire encore jouer une année. Cependant, ne décrochant aucun contrat en NFL, il annonce le 3 février 2017 qu'il va prendre sa retraite, qu'il prend officiellement le 12 juin 2017, en tant que joueur des Falcons d'Atlanta.
Le 28 juin 2017, Vick joue comme capitaine de l'Équipe Vick à l'occasion du match inaugural de la nouvelle ligue de Flag Football (l'American Flag Football League (en)).
Pendant les camps d'entraînement 2017, il rejoint son ancien entraîneur Andy Reid en tant qu'entraîneur stagiaire chez les Chiefs de Kansas City.
En août 2017, Fox Sports l'engage comme analyste pour son émission Fox NFL Kickoff (en) diffusée sur la chaîne Fox Sports 1.

## Palmarès

### Universitaire
- 1999 : 3e du trophée Heisman ;
- 1999 : 1re équipe All-American ;
- 1999 : meilleur passeur NCAA ;
- 2000 : 6e du trophée Heisman.

### NFL
- Pro Bowl en 2002, 2004, 2005 et 2010.

## Statistiques

### En NCAA
| Année                       | Équipe                      | Statut                      | MJ |            | Passes     | Passes     | Passes     | Passes     | Passes     | Passes     | Passes     |            | Courses    | Courses    | Courses    | Courses |
| Année                       | Équipe                      | Statut                      | MJ | Tentées    | Réussies   | Pct.       | Yards      | TD         | Int.       | Éval.      | Tentées    | Yards      | Moy.       | TD         |            |         |
| 1998                        | Hokies de Virginia Tech     | Redshirt                    | -  | Inéligible | Inéligible | Inéligible | Inéligible | Inéligible | Inéligible | Inéligible | Inéligible | Inéligible | Inéligible | Inéligible | Inéligible |         |
| 1999                        | Hokies de Virginia Tech     | Freshman                    | 12 | 153        | 090        | 58,8       | 1 840      | 12         | 05         | 180,4      | 131        | 0 682      | 5,2        | 09         |            |         |
| 2000                        | Hokies de Virginia Tech     | Sophomore                   | 10 | 179        | 097        | 54,2       | 1 439      | 09         | 07         | 127,4      | 104        | 0 617      | 5,9        | 08         |            |         |
| Totaux NCAA / Virginia Tech | Totaux NCAA / Virginia Tech | Totaux NCAA / Virginia Tech | 32 | 332        | 187        | 56,3       | 3 279      | 21         | 12         | 153,1      | 235        | 1 299      | 5,5        | 17         |            |         |

### En NFL
| Année              | Équipe                 | MJ         |                                                          | Passes                                                   | Passes                                                   | Passes                                                   | Passes                                                   | Passes                                                   | Passes                                                   | Passes  |       | Courses | Courses | Courses | Courses |     | Sacks  | Sacks |  | Fumbles | Fumbles |
| Année              | Équipe                 | MJ         | Tentées                                                  | Réussies                                                 | Pct.                                                     | Yards                                                    | TD                                                       | Int.                                                     | Éval.                                                    | Tentées | Yards | Moy.    | TD      | Nb.     | Yards   | Nb. | Perdus |       |  |         |         |
| 2001               | Falcons d'Atlanta      | 08         | 113                                                      | 050                                                      | 44,2                                                     | 0 785                                                    | 02                                                       | 03                                                       | 062,7                                                    | 031     | 0 289 | 9,3     | 1       | 21      | 113     | 06  | 5      |       |  |         |         |
| 2002               | Falcons d'Atlanta      | 15         | 421                                                      | 231                                                      | 54,9                                                     | 2 936                                                    | 16                                                       | 08                                                       | 081,6                                                    | 113     | 0 777 | 6,9     | 8       | 33      | 206     | 09  | 6      |       |  |         |         |
| 2003               | Falcons d'Atlanta      | 05         | 100                                                      | 050                                                      | 50,0                                                     | 0 585                                                    | 04                                                       | 03                                                       | 069,0                                                    | 040     | 0 255 | 6,4     | 1       | 09      | 064     | 04  | 1      |       |  |         |         |
| 2004               | Falcons d'Atlanta      | 15         | 321                                                      | 181                                                      | 56,4                                                     | 2 313                                                    | 14                                                       | 12                                                       | 078,1                                                    | 120     | 0 902 | 7,5     | 3       | 46      | 266     | 16  | 7      |       |  |         |         |
| 2005               | Falcons d'Atlanta      | 15         | 387                                                      | 214                                                      | 55,3                                                     | 2 412                                                    | 15                                                       | 13                                                       | 073,1                                                    | 102     | 0 597 | 5,9     | 6       | 33      | 201     | 11  | 5      |       |  |         |         |
| 2006               | Falcons d'Atlanta      | 16         | 388                                                      | 204                                                      | 52,6                                                     | 2 474                                                    | 20                                                       | 13                                                       | 075,7                                                    | 123     | 1 039 | 8,4     | 2       | 45      | 303     | 9   | 3      |       |  |         |         |
| 2007               | Inéligible             | Inéligible | Ne peut jouer - violations du code de conduite de la NFL | Ne peut jouer - violations du code de conduite de la NFL | Ne peut jouer - violations du code de conduite de la NFL | Ne peut jouer - violations du code de conduite de la NFL | Ne peut jouer - violations du code de conduite de la NFL | Ne peut jouer - violations du code de conduite de la NFL | Ne peut jouer - violations du code de conduite de la NFL | -       | -     | -       | -       | -       | -       | -   | -      |       |  |         |         |
| 2008               | Inéligible             | Inéligible | Ne peut jouer - violations du code de conduite de la NFL | Ne peut jouer - violations du code de conduite de la NFL | Ne peut jouer - violations du code de conduite de la NFL | Ne peut jouer - violations du code de conduite de la NFL | Ne peut jouer - violations du code de conduite de la NFL | Ne peut jouer - violations du code de conduite de la NFL | Ne peut jouer - violations du code de conduite de la NFL | -       | -     | -       | -       | -       | -       | -   | -      |       |  |         |         |
| 2009               | Eagles de Philadelphie | 12         | 013                                                      | 06                                                       | 46,2                                                     | 0 86                                                     | 01                                                       | 0                                                        | 093,8                                                    | 024     | 0 95  | 4,0     | 2       | 0       | 0       | 0   | 0      |       |  |         |         |
| 2010               | Eagles de Philadelphie | 12         | 372                                                      | 233                                                      | 62,6                                                     | 3 018                                                    | 21                                                       | 06                                                       | 100,2                                                    | 100     | 0 676 | 6,8     | 9       | 34      | 210     | 11  | 3      |       |  |         |         |
| 2011               | Eagles de Philadelphie | 13         | 423                                                      | 253                                                      | 59,8                                                     | 3 303                                                    | 18                                                       | 14                                                       | 084,9                                                    | 076     | 0 589 | 7,8     | 1       | 23      | 126     | 07  | 2      |       |  |         |         |
| 2012               | Eagles de Philadelphie | 10         | 351                                                      | 204                                                      | 58,1                                                     | 2 362                                                    | 12                                                       | 10                                                       | 078,1                                                    | 062     | 0 331 | 5,4     | 1       | 28      | 153     | 07  | 3      |       |  |         |         |
| 2013               | Eagles de Philadelphie | 07         | 141                                                      | 077                                                      | 54,6                                                     | 1 215                                                    | 05                                                       | 03                                                       | 086,5                                                    | 036     | 0 306 | 8,5     | 2       | 15      | 099     | 04  | 2      |       |  |         |         |
| 2014               | Jets de New York       | 10         | 121                                                      | 064                                                      | 52,9                                                     | 0 604                                                    | 03                                                       | 02                                                       | 068,3                                                    | 026     | 0 153 | 5,9     | 0       | 19      | 085     | 05  | 2      |       |  |         |         |
| 2015               | Steelers de Pittsburgh | 05         | 066                                                      | 040                                                      | 60,6                                                     | 0 371                                                    | 02                                                       | 01                                                       | 079,8                                                    | 020     | 0 99  | 5,0     | 0       | 10      | 053     | 02  | 0      |       |  |         |         |
| Totaux dans la NFL | Totaux dans la NFL     | 143        | 3 217                                                    | 1 807                                                    | 56,2                                                     | 22 464                                                   | 133                                                      | 88                                                       | 80,4                                                     | 873     | 6 109 | 7,0     | 36      | 316     | 1 879   | 98  | 43     |       |  |         |         |

| Année              | Équipe                 | MJ |         | Passes   | Passes | Passes | Passes | Passes | Passes | Passes  |       | Courses | Courses | Courses | Courses |     | Sacks  | Sacks |  | Fumbles | Fumbles |
| Année              | Équipe                 | MJ | Tentées | Réussies | Pct.   | Yards  | TD     | Int.   | Éval.  | Tentées | Yards | Moy.    | TD      | Nb.     | Yards   | Nb. | Perdus |       |  |         |         |
| 2002               | Falcons d'Atlanta      | 2  | 063     | 35       | 55,6   | 391    | 1      | 1      | 072,9  | 14      | 088   | 06,3    | 0       | 03      | 27      | 1   | 1      |       |  |         |         |
| 2004               | Falcons d'Atlanta      | 2  | 040     | 23       | 57,5   | 218    | 2      | 1      | 079,0  | 12      | 145   | 12,1    | 0       | 05      | 47      | 2   | 2      |       |  |         |         |
| 2009               | Eagles de Philadelphie | 1  | 02      | 01       | 50,0   | 076    | 1      | 0      | 135,4  | 01      | 0     | 00,0    | 0       | 0       | 0       | 1   | 1      |       |  |         |         |
| 2010               | Eagles de Philadelphie | 1  | 036     | 20       | 55,6   | 292    | 1      | 1      | 079,9  | 08      | 032   | 04,0    | 1       | 03      | 21      | 0   | 0      |       |  |         |         |
| Totaux dans la NFL | Totaux dans la NFL     | 6  | 141     | 89       | 54,2   | 977    | 5      | 3      | 091,8  | 35      | 265   | 09,0    | 1       | 11      | 95      | 4   | 4      |       |  |         |         |